# Аскокорине мясная
Аскоко́рине мясна́я (лат. Ascocóryne sarcoídes) — вид грибов, типовой вид рода Аскокорине (Ascocoryne) семейства Гелоциевые (Helotiaceae).

## Описание

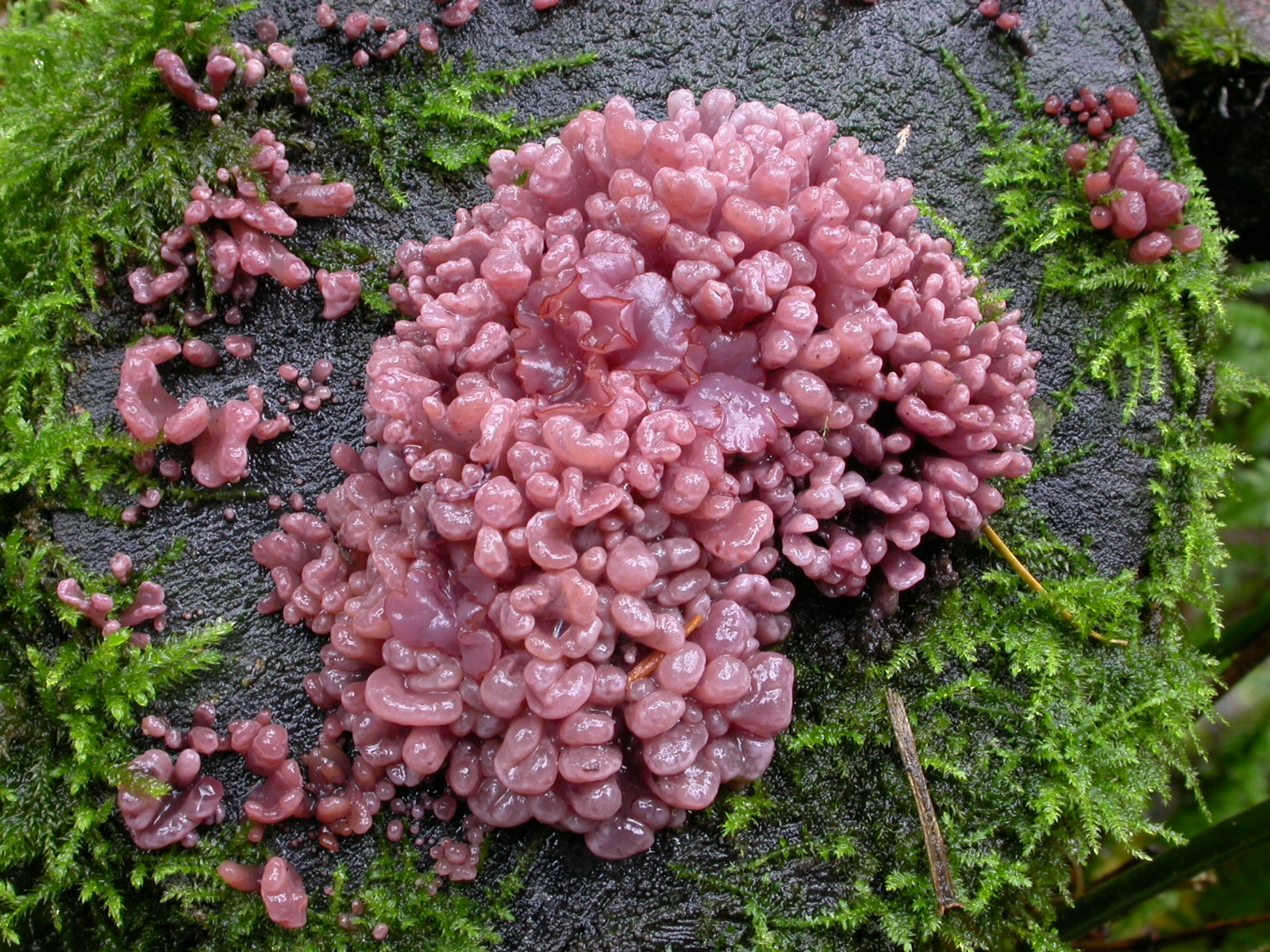

Плодовое тело 0,5—2 см в диаметре, сначала шаровидное, затем подушковидное или блюдцевидное, сидячее или на слабо развитой ложной ножке. Внутренняя спороносная поверхность (гименофор) гладкая или морщинистая, сиреневато-красноватая до розовато-сиреневой. Внешняя стерильная поверхность также розовато-сиреневая, обычно гладкая, иногда мелковолосистая.
Мякоть резиново-желеобразной консистенции, без вкуса и запаха, розовато-сиреневая.
Споры беловатые в массе, 11—18×3,5—5 мкм, эллиптической формы, иногда асимметричные, с гладкими стенками, при созревании с одной септой. Парафизы цилиндрические, ветвистые, септированные.
Пищевого значения гриб не имеет, считается несъедобным.

### Сходные виды
- Ascocoryne cylichnium (Tul.) Korf, 1971 отличается от стадии телеоморфы более крупными апотециями с более неровной (у взрослых грибов) стерильной стороной, более крупными спорами (18—30×4—6 мкм) с несколькими септами и неразветвлёнными парафизами. Анаморфа у этого близкого вида не развита.

## Экология и ареал
Широко распространена в Европе и Северной Америке. Встречается часто, осенью и в начале зимы, на древесине широколиственных деревьев.

## Синонимы
- Bulgaria sarcoides (Jacq.) Fr., 1821
- Chlorospleniella sarcoides (Jacq.) Kuntze, 1891
- Coryne sarcoides (Jacq.) Tul., 1865, nom. illeg.
- Helvella purpurea Schaeff., 1774
- Helvella sarcoides (Jacq.) Dicks., 1785
- Lichen sarcoides Jacq., 1781basionym
- Octospora sarcoides (Jacq.) Gray, 1821
- Ombrophila sarcoides (Jacq.) P.Karst., 1871
- Peziza porphyria Batsch, 1783
- Peziza sarcoides (Jacq.) Pers., 1801
- Peziza tremelloidea Bull., 1791
- Sarcodea sarcoides (Jacq.) P.Karst., 1871, nom. inval.
- Tremella sarcoides (Jacq.) With., 1796

Анаморфы:
- Acrospermum dubium Pers., 1797basionym
- Coryne sarcoides (Fr.) Bonord., 1851
- Coryne sarcoides var. dubia (Pers.) Corda, 1838
- Denrdrodochium sarcoides (Fr.) Fautrey, 1896
- Pirobasidium sarcoides (Fr.) Höhn., 1902
- Tremella acrospermum Nees, 1817
- Tremella amethystea Bull., 1791
- Tremella dubia (Pers.) Pers., 1801
- Tremella dubia var. amethystea (Bull.) Pers., 1801
- Tremella sarcoides Fr., 1821